# 凯里凯里

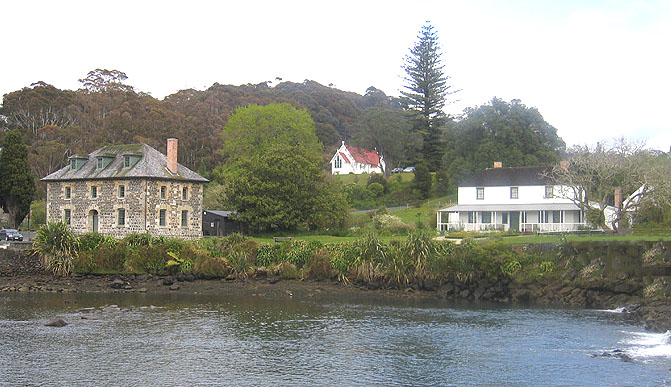
凯里凯里传教站

凯里凯里（Kerikeri）是新西兰北地大区最大的城镇，一个热门的旅游目的地，位于奥克兰市以北大约三个小时车程，法納雷以北80公里。它常被称为国家的摇篮，是该国第一个永久传教站的所在地，拥有该国一些历史最悠久的建筑。
凯里凯里位于北岛的远北区，岛屿湾的西北翼，凯里凯里Inlet的最西端，凯里凯里河的淡水在此注入咸水的太平洋。凯里凯里（机场）位于35°16′S 173°55′E / 35.267°S 173.917°E。这是一个快速成长的社区，2001年人口统计显示人口为4,878人，较1996年数据增长16.3％，而2006年人口普查的5,856人，又进一步增长20％。